# کهکشان بچه‌قورباغه
کهکشان بچه قورباغه، (به انگلیسی: Tadpole Galaxy) یک کهکشان شکسته مارپیچی میله‌ای است که در چهارصد میلیون سال نوری از زمین و در اژدها (صورت فلکی) شمالی قرار گرفته‌است. ویژگی اصلی آن دنباله‌ای از ستارگان که در حدود ۲۸۰ هزار سال نوری طول داشته و خوشه‌هایی از ستارگان درخشان آبی است.